# Petropavlivka (Louhansk)
Ne doit pas être confondu avec Petropavlivka.
Pour l’article homonyme, voir Petropavlivka (oblast de Kherson).
Petropavlivka (ukrainien : Петропавлівка, russe : Петропа́вловка, Petropavlovka) ; de 1923 à 2016: Petrivka (ukrainien : Петрівка), jusqu'en 1771: Karaïachnik (Караяшник), est un village et une commune urbaine de l'oblast de Louhansk en Ukraine. Il compte 4 768 habitants en 2018.

## Géographie
Le village se trouve entre deux rivières: la rivière Kovsoug et la rivière Evsoug qui forment ensuite la rivière Evsoug qui se jette dans le Donets. Il est situé à 28 km au nord-ouest de Louhansk.

## Histoire
La localité est fondée par les cosaques du Don en 1673 sous le nom de Karaïachnik puis se met en 1771 sous le patronage de saint Pierre et saint Paul sous le nom de Petropavlivka. Entre 1923 et 2016, elle se nomme simplement Petrivka (Petrovka officiellement en russe).
Les Tatars se confrontant à la Russie ne peuvent s'emparer en 1684 du village de Karaïachnik qui est fortement fortifié. Après la révolte de Boulavine en 1708, les petites villes et villages le long du Donets sont pratiquement détruits dont Karaïachnik. Ensuite de nouvelles populations arrivent. La partie nord de la région est peuplée de paysans venus d'autres endroits plus à l'ouest, tandis que la partie sud-est est peuplée de cosaques du Don et de leurs familles. Ils fondent le khoutor de Nikichine sur la rive gauche de la rivière Kovsoug. Lorsque l'église Saint-Pierre-et-Saint-Paul est construite en 1771, la slobode de Karaïachnik prend le nom de Petropavlovka. La localité fait partie du gouvernement de Kharkov et de l'ouïezd de Starobelsk. On y compte au début du XXe siècle plus de 3 500 habitants. Le village prend le nom de Petrivka en 1923.
Il est occupé par l'armée allemande le 30 juillet 1942 et cette occupation dure 173 jours pendant lesquels les Allemands fusillent 19 juifs et envoient plus de 200 jeunes gens et jeunes filles en travail forcé dans l'Allemagne du Troisième Reich. Plus de 700 hommes du village sont envoyés au front dont 500 ne revinrent jamais. Petrivka est libérée le 20 janvier 1943 par le 130e régiment de la garde de la 44e division de fusiliers de l'Armée rouge.
Petrivka reçoit son statut de commune de type urbain en 1957. Le village compte 6 175 habitants en 1989 et tombe à 4 999 habitants en 2013.
Le village retrouve son nom historique en 2016 de Petropavlivka. Le petit village de Voïtove dépend administrativement de la commune.
En février 2022, le village est captué par l'armée russe et intègre la République populaire de Lougansk.